# The Third Person
The Third Person es la primera novela gráfica y memoria de la artista Emma Grove. Publicada el 3 de mayo de 2022 por Drawn & Quarterly, cuenta la historia de una mujer que busca atención psiquiátrica para recibir terapia hormonal feminizante. En consecuencia, su terapeuta comienza a sospechar que sufre un trastorno de identidad disociativo, lo que complica su tratamiento.

## Recepción
Publishers Weekly elogió el estilo artístico de Emma Grove y dijo que su "arte maravillosamente elástico y emotivo recuerda a Jules Feiffer". La persona crítica también comentó que, si bien la mayor parte de la historia sucede en el mismo lugar, las memorias nunca se vuelven "visualmente aburridas". Concluyó diciendo que la escritura de Grove "atrae a los lectores al mundo de Emma y les hace sentir las complejidades y contradicciones de su experiencia". The Third Person fue una de las lecturas de verano elegidas por el personal de Publishers Weekly para 2022.
Kirkus Reviews, que le dio a la novela una reseña destacada, comentó que, a pesar de tener 900 páginas, The Third Person es una "experiencia de lectura ágil" debido a las "ilustraciones minimalistas y los poderosos intercambios de diálogos". Además, destacan cómo el talento de Grove para dibujar las diversas expresiones faciales y los movimientos de los personajes "embellece el viaje". En un artículo para el Library Journal, Tom Batten le dio una reseña destacada y calificó la novela de Grove como "una exploración inquebrantable de cómo se forman y se mantienen nuestras identidades".
Brendan Buck, quien reseñó para Newcity Lit, comentó sobre la narrativa general del libro, señalando que, si bien la novela de Grove se lee rápidamente, no es fácil, y dijo que "se trata de desenredar el trauma hacia una cierta verdad, pero también se trata del trauma creado en el desenredo". Hablando sobre los dibujos, Buck señala que, a pesar del estilo artístico simple, Grove es capaz de diferenciar las diversas personalidades del personaje principal con su "diseño de personaje distintivo".
El título fue seleccionado para la Medalla Andrew Carnegie a la Excelencia en No Ficción de 2023.